# Communauté de communes Terroir de Caux
Pour les articles homonymes, voir Caux (homonymie).
La communauté de communes Terroir de Caux est une communauté de communes française, créée le 1er janvier 2017 et située dans le département de la Seine-Maritime en région Normandie.

## Historique
Dans le cadre des prescriptions de la loi portant nouvelle organisation territoriale de la République (Loi NOTRe) du 7 août 2015 prescrit, dans le cadre de l'approfondissement de la coopération intercommunale, que les intercommunalités à fiscalité propre doivent, sauf exceptions, regrouper au moins 15 000 habitants, le schéma départemental de coopération intercommunale (SDCI) de la Seine-Maritime adopté par la préfète le 31 mars 2016 a prévu la fusion de  : 

- la communauté de communes des Trois Rivières (population totale : 14 855 habitants et 25 communes) ;

- la communauté de communes Saâne et Vienne (population totale : 14 209 habitants et 31 communes) ;

- la communauté de communes de Varenne et Scie (population totale : 7 477 habitants et 25 communes) ; 

auxquelles se joignent trois communes issues de la communauté de communes du Bosc d'Eawy : Bracquetuit, Cressy et Cropus soit 871 habitants).
La communauté de communes Terroir de Caux, qui regroupe alors 81 communes, est ainsi créé le 1er janvier 2017,.
Le 1er janvier 2019, les communes d'Auffay, Cressy et Sévis fusionnent au sein de la commune nouvelle du  Val-de-Scie, réduisant de ce fait à 79 le nombre de communes regroupées au sein de l'intercommunalité.

## Territoire communautaire

### Géographie
La structure est l'intercommunalité qui compte le plus de communes du département, et est marquée par sa croissance démographique continue, liée notamment à son positionnement entre Dieppe et Rouen, et sa proximité d’axes de communication structurants.
« Le territoire rassemble plus de 9 000 emplois. L’industrie est le plus gros secteur employeur, en premier lieu l’industrie agroalimentaire avec la présence d’entreprises d’envergure (Défial Normival, Lunor, NorPain) mais aussi la fabrication d’emballage (PTL), le laquage et la sérigraphie sur verre (Val Laquage, Inserdeco) ou encore le textile (PEG). Le tissu économique se caractérise également par un secteur de la construction/bâtiment développé, et des structures de santé et d’action sociale nombreuses ».

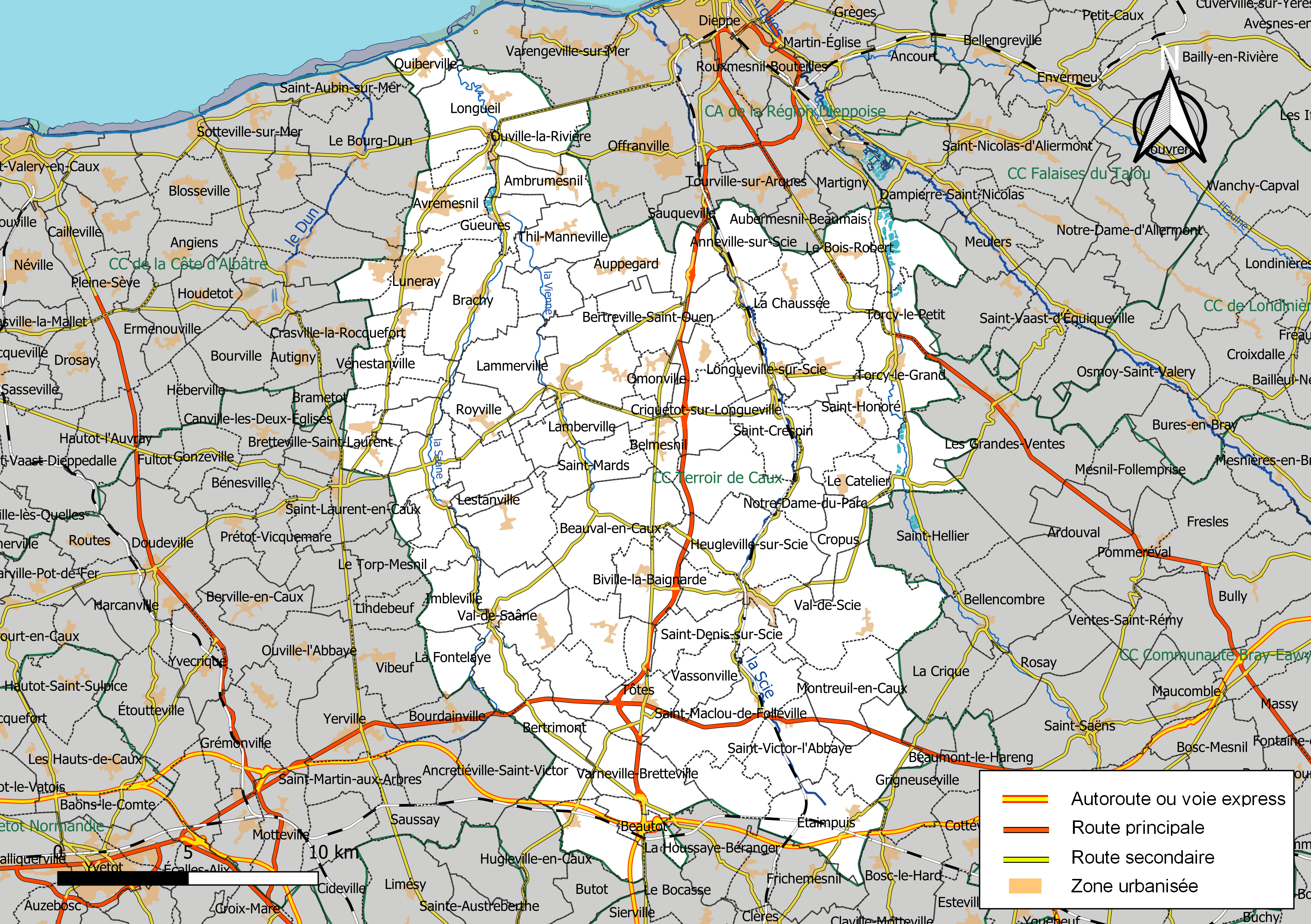
Carte de la communauté de communes Terroir de Caux au 1er janvier 2019.

### Composition
La communauté de communes est composée des 79 communes suivantes :

| Nom                         | Code Insee | Gentilé          | Superficie (km2) | Population (dernière pop. légale) | Densité (hab./km2) |
| --------------------------- | ---------- | ---------------- | ---------------- | --------------------------------- | ------------------ |
| Bacqueville-en-Caux (siège) | 76051      | Bacquevillais    | 12,19            | 1 897 (2022)                      | 156                |
| Ambrumesnil                 | 76004      | Ambrumesnlais    | 5,14             | 504 (2022)                        | 98                 |
| Anneville-sur-Scie          | 76019      | Annevillais      | 5,41             | 411 (2022)                        | 76                 |
| Auppegard                   | 76036      | Auppegardais     | 7,33             | 688 (2022)                        | 94                 |
| Auzouville-sur-Saâne        | 76047      | Auzouvillais     | 3,21             | 146 (2022)                        | 45                 |
| Avremesnil                  | 76050      | Avremesnillais   | 5,42             | 1 000 (2022)                      | 185                |
| Beautot                     | 76066      | Beautotais       | 3,5              | 155 (2022)                        | 44                 |
| Beauval-en-Caux             | 76063      | Beauvalais       | 15,53            | 464 (2022)                        | 30                 |
| Belleville-en-Caux          | 76072      | Bellevillais     | 4,38             | 746 (2022)                        | 170                |
| Belmesnil                   | 76075      | Belmesnilais     | 3,03             | 446 (2022)                        | 147                |
| Bertreville-Saint-Ouen      | 76085      | Bertrevillais    | 6,67             | 339 (2022)                        | 51                 |
| Bertrimont                  | 76086      | Bertrimontais    | 4,74             | 218 (2022)                        | 46                 |
| Biville-la-Baignarde        | 76096      | Bivillais        | 7,08             | 658 (2022)                        | 93                 |
| Biville-la-Rivière          | 76097      | Bivillais        | 2,22             | 104 (2022)                        | 47                 |
| Le Bois-Robert              | 76112      | Bois-Robertois   | 4,95             | 385 (2022)                        | 78                 |
| Brachy                      | 76136      | Brachetais       | 11,15            | 676 (2022)                        | 61                 |
| Bracquetuit                 | 76138      | Bracourtuitais   | 8,47             | 333 (2022)                        | 39                 |
| Calleville-les-Deux-Églises | 76153      | Callevillais     | 5,71             | 329 (2022)                        | 58                 |
| Le Catelier                 | 76162      | Casteliens       | 3,84             | 268 (2022)                        | 70                 |
| Les Cent-Acres              | 76168      | Acrais           | 5,08             | 66 (2022)                         | 13                 |
| La Chapelle-du-Bourgay      | 76170      | Capellais        | 2,99             | 109 (2022)                        | 36                 |
| La Chaussée                 | 76173      | Chausséens       | 8,08             | 553 (2022)                        | 68                 |
| Criquetot-sur-Longueville   | 76197      | Criquetotais     | 7,22             | 219 (2022)                        | 30                 |
| Cropus                      | 76204      | Cropusiens       | 4,78             | 251 (2022)                        | 53                 |
| Crosville-sur-Scie          | 76205      | Crosvillais      | 3,51             | 233 (2022)                        | 66                 |
| Dénestanville               | 76214      | Dénestanvillois  | 2,69             | 283 (2022)                        | 105                |
| Étaimpuis                   | 76249      | Étaimpuisais     | 10,6             | 861 (2022)                        | 81                 |
| La Fontelaye                | 76274      | Fontelayais      | 3,99             | 24 (2022)                         | 6                  |
| Fresnay-le-Long             | 76284      | Fresnayens       | 5,22             | 333 (2022)                        | 64                 |
| Gonnetot                    | 76306      | Gonnetotais      | 2,33             | 170 (2022)                        | 73                 |
| Gonneville-sur-Scie         | 76308      | Gonnevillais     | 8,73             | 548 (2022)                        | 63                 |
| Greuville                   | 76327      | Greuvillais      | 2,96             | 374 (2022)                        | 126                |
| Gruchet-Saint-Siméon        | 76330      | Gruchetais       | 2,63             | 687 (2022)                        | 261                |
| Gueures                     | 76334      | Gueurais         | 6,07             | 524 (2022)                        | 86                 |
| Gueutteville                | 76335      | Gueuttevillais   | 2,99             | 80 (2022)                         | 27                 |
| Hermanville                 | 76356      | Hermanvillais    | 4,72             | 116 (2022)                        | 25                 |
| Heugleville-sur-Scie        | 76360      | Heuglevillais    | 13,09            | 654 (2022)                        | 50                 |
| Imbleville                  | 76373      | Imblevillais     | 5,28             | 315 (2022)                        | 60                 |
| Lamberville                 | 76379      | Lambervillais    | 7,33             | 188 (2022)                        | 26                 |
| Lammerville                 | 76380      | Lammervillais    | 8,76             | 307 (2022)                        | 35                 |
| Lestanville                 | 76383      | Lestanvillais    | 1,63             | 93 (2022)                         | 57                 |
| Lintot-les-Bois             | 76389      | Lintotais        | 2,81             | 197 (2022)                        | 70                 |
| Longueil                    | 76395      | Longueillais     | 11,73            | 508 (2022)                        | 43                 |
| Longueville-sur-Scie        | 76397      | Longuevillais    | 3,96             | 908 (2022)                        | 229                |
| Luneray                     | 76400      | Luneraysiens     | 5,08             | 2 166 (2022)                      | 426                |
| Manéhouville                | 76405      | Manéhouvillais   | 4,28             | 216 (2022)                        | 50                 |
| Montreuil-en-Caux           | 76449      | Montreuillais    | 9,4              | 490 (2022)                        | 52                 |
| Muchedent                   | 76458      | Muchedentais     | 7,05             | 126 (2022)                        | 18                 |
| Notre-Dame-du-Parc          | 76478      | Parcais          | 3,01             | 185 (2022)                        | 61                 |
| Omonville                   | 76485      | Omonvillais      | 2,83             | 283 (2022)                        | 100                |
| Ouville-la-Rivière          | 76492      | Ouvillais        | 6,34             | 461 (2022)                        | 73                 |
| Quiberville-sur-Mer         | 76515      | Quibervillais    | 3,35             | 544 (2022)                        | 162                |
| Rainfreville                | 76519      | Rainfrevillais   | 2,58             | 74 (2022)                         | 29                 |
| Royville                    | 76546      | Royvillais       | 4,44             | 315 (2022)                        | 71                 |
| Saâne-Saint-Just            | 76549      | Saint-Justins    | 6,7              | 137 (2022)                        | 20                 |
| Saint-Crespin               | 76570      | Saint-Crespinois | 6,35             | 316 (2022)                        | 50                 |
| Saint-Denis-d'Aclon         | 76572      | Dyonisiens       | 2,42             | 128 (2022)                        | 53                 |
| Saint-Denis-sur-Scie        | 76574      | Saint-Dyonisiens | 8,63             | 663 (2022)                        | 77                 |
| Saint-Germain-d'Étables     | 76582      | Saint-Germinois  | 7,26             | 235 (2022)                        | 32                 |
| Saint-Honoré                | 76589      | Honoraciens      | 3,02             | 199 (2022)                        | 66                 |
| Saint-Maclou-de-Folleville  | 76602      | Follevillais     | 13,21            | 609 (2022)                        | 46                 |
| Saint-Mards                 | 76604      | Saint-Mardais    | 6,52             | 171 (2022)                        | 26                 |
| Saint-Ouen-du-Breuil        | 76628      | Saint-Ouennais   | 6,3              | 906 (2022)                        | 144                |
| Saint-Ouen-le-Mauger        | 76629      | Saint-Ouennais   | 6,06             | 277 (2022)                        | 46                 |
| Saint-Pierre-Bénouville     | 76632      | Bénouvillais     | 8,39             | 354 (2022)                        | 42                 |
| Saint-Vaast-du-Val          | 76654      | Saint-Valais     | 5,79             | 463 (2022)                        | 80                 |
| Saint-Victor-l'Abbaye       | 76656      | Victoriens       | 8,43             | 751 (2022)                        | 89                 |
| Sainte-Foy                  | 76577      | Sainte-foyens    | 6,72             | 629 (2022)                        | 94                 |
| Sassetot-le-Malgardé        | 76662      | Sassetotais      | 2,56             | 105 (2022)                        | 41                 |
| Thil-Manneville             | 76690      | Thillais         | 6,78             | 659 (2022)                        | 97                 |
| Tocqueville-en-Caux         | 76694      | Tocquevillais    | 3,17             | 141 (2022)                        | 44                 |
| Torcy-le-Grand              | 76697      | Torcéens         | 8,75             | 793 (2022)                        | 91                 |
| Torcy-le-Petit              | 76698      | Torcéens         | 3,66             | 516 (2022)                        | 141                |
| Tôtes                       | 76700      | Tôtais           | 7,61             | 1 555 (2022)                      | 204                |
| Val-de-Saâne                | 76018      | Val-de-Saânais   | 13,87            | 1 468 (2022)                      | 106                |
| Val-de-Scie                 | 76034      |                  | 22,05            | 2 533 (2022)                      | 115                |
| Varneville-Bretteville      | 76721      | Varnevillais     | 9,22             | 326 (2022)                        | 35                 |
| Vassonville                 | 76723      | Vassonvillais    | 5,65             | 417 (2022)                        | 74                 |
| Vénestanville               | 76731      | Vénestanvillais  | 2,64             | 184 (2022)                        | 70                 |

### Démographie
| 1968   | 1975   | 1982   | 1990   | 1999   | 2006   | 2011   | 2016   | 2022   |
| ------ | ------ | ------ | ------ | ------ | ------ | ------ | ------ | ------ |
| 28 428 | 28 249 | 30 345 | 31 657 | 32 206 | 33 870 | 36 561 | 37 994 | 37 763 |

## Organisation

### Siège
Le siège de l'intercommunalité est à Bacqueville-en-Caux, 11 Route de Dieppe.

### Élus
La communauté de communes est administrée par son conseil communautaire, composé pour la mandature 2020-2026 de 97 conseillers municipaux représentant les communes membres répartis comme suit, en fonction de leur population : 

- 6 délégués pour Val-de-Scie ;

- 5 délégués pour Luneray ;

- 4 délégués pour Bacqueville-en-Caux ; 

- 3 délégués pour Tôtes et Val-de-Saane ;

- 2 délégués pour Avremesnil, Longueville-sur-Scie ;

- 1 délégué et son suppléant pour les autres communes.
Au terme des élections municipales de 2020 dans la Seine-Maritime, le conseil communautaire restructuré a élu son nouveau président, Olivier Bureaux, maire de Longueville-sur-Scie, ainsi que ses 14 vice-présidents, qui sont : 
1. Jean-François Bloc, maire de Quiberville-sur-Mer, conseiller régional de Normandie, président de l'ex-communauté de communes de Saâne et Vienne, chargé de l'action sociale ;
2. René Havard, maire d'Omonville, chargé du budget et des finances ;
3. Chantal Cottereau , maire du Bois-Robert, chargée de l'animation ;
4. Christian Suronne, maire de Val-de-Scie, chargé  du développement, de l'industrie et de l'artisanat ;
5. Charline Francois, maire de Gonnetot, chargée de la communication et des services publics ;
6. Laurent Servais Picord, maire de Torcy-le-Grand, chargé de l'aménagement de l'espace, du PCAET et du logement ;
7. Blandine Das, maire de Lammerville, chargée du tourisme :
8. Fabrice Dubus, élu de Beauval-en-Caux , chargé de l'environnement, du développement durable et de la gestion des déchets
9. Robert Vegas, maire d'Imbleville, chargé de l'eau, l'assainissement, de la GEMAPI et du SPANC
10. David Chandelier, maire de Sainte-Foy, chargé de l'urbanisme
11. Dominique Laplace, maire d'Auppegard chargé  du patrimoine et des travaux
12. Guy Auger, maire de Luneray, chargé de la voirie
13. Gilles Paumier, maire du Val-de-Saane, chargé  de la culture
14. Patrice Gillé, maire de Saint-Vaast-du-Val, chargé du sport

Le bureau de l'intercommunalité est constitué pour le mandature 2020-2026 du président, des vice-présidents et de 18 autres membres.

### Liste des présidents
| Période      | Période                       | Identité          | Étiquette | Qualité |
| ------------ | ----------------------------- | ----------------- | --------- | --- |
| janvier 2017 | juillet 2020                  | Jean-Luc Cornière | SE        | Directeur général des services de la mairie de Neufchâtel-en-Bray Maire de Bertrimont (2001 → ) Président de l'ex-communauté de communes des Trois Rivières (avant 2008 → 2016) |
| juillet 2020 | En cours (au 20 juillet 2020) | Olivier Bureaux   |           | Fonctionnaire Maire de Longueville-sur-Scie (2014 → ) |

### Compétences
L'intercommunalité exerce les compétences qui lui ont été transférées par les communes membres, dans les conditions définiées par le code général des collectivités territoriales. Il s'agit de :
Compétences obligatoires
- Aménagement de l'espace pour la conduite d'actions d'intérêt communautaire ; schéma de cohérence territoriale et schéma de secteur ; plan local d'urbanisme communal ou intercommunal, carte communale ;
- Développement économique : zones d'activité  ; politique locale du commerce et soutien aux activités commerciales d'intérêt communautaire : observation des dynamiques commerciales,  élaboration de chartes ou schémas de développement commercial et intégration de la stratégie locale d’aménagement commercial au PLUi, FISAC, opérations de redynamisation et restructuration du commerce et de l’artisanat.  Promotion du tourisme, dont la création d'offices de tourisme.
- Gestion des milieux aquatiques et prévention des inondations (GEMAPI) : aménagement de bassin hydrographique ; L'entretien et l'aménagement de cours d'eau, canal, lac ou plan d'eau; défense contre les inondations et contre la mer ;  protection et la restauration des sites, des écosystèmes aquatiques et des zones humides ainsi que des formations riveraines
- Aires d'accueil des gens du voyage
- Collecte et traitement des déchets des ménages et déchets assimilés.

Compétences optionnelles
- Environnement, le cas échéant dans le cadre de schémas départementaux et soutien aux actions de maîtrise de la demande d'énergie ; Charte paysagère ; PCAET.
- Politique du logement et du cadre de vie; logements ou hébergements en faveur des personnes âgées et/ou défavorisées ;
- Voirie  (à l'exception des dépendances des voies d’intérêt communautaire tels que sous-sol, talus, fossés, murs de soutènement, ouvrages d’art, parkings,  espaces verts, les réseaux et tout ce qui est lié au pouvoir de police du maire).
- Équipements culturels et sportifs d'intérêt communautaire et d'équipements de l'enseignement préélémentaire et élémentaire d'intérêt communautaire ;
- Action sociale d'intérêt communautaire.
- Maisons de services au public

Compétences facultatives
- Hôtels d’entreprises,  ateliers locatifs et autres bâtiments à caractère économique.
- Toutes actions nécessaires au développement économique et de l’emploi.
- Soutien à l’association Terroir de Caux Initiative.
- Zones liées aux activités agricoles d’intérêt communautaire.
- Boucles de randonnées à vocation touristique inscrites dans le cadre du plan départemental.
- Réhabilitation, mise en valeur et promotion du patrimoine naturel et bâti d’intérêt communautaire (Entretien et restauration du château médiéval Gauthier Giffard de Longueville sur Scie).
- Zones d’aménagement concerté d’intérêt communautaire d’une superficie supérieure à 30.000 m².
- Programme local de l’habitat.
- Dispositifs contractuels d’amélioration de l’habitat.
- Plan de déplacements urbains.
- Exercice du droit de préemption.
- Instruction des documents d’urbanisme au 01/01/2018 pour les communes non instruites par les services de l’Etat.
- Système d'information géographique (SIG) avec cadastre informatisé.
- Aménagement numérique et déploiement du très haut débit
- Aide à la rénovation de l’habitat
- Aménagement et entretien des rivières préalablement gérées par un syndicat intercommunal.
- Maîtrise des eaux pluviales et de ruissellements ou lutte contre l'érosion des sols. Mise en place et exploitation de dispositifs de surveillance de la ressource en eau et des milieux aquatiques. L'animation et la concertation dans le domaine de la gestion et de la protection de la ressource en eau et des milieux aquatiques. Gestion du Risque Inondation.
- Assainissement non collectif : Contrôle des installations d'assainissement non collectif existantes, ainsi que le contrôle de conception et de bonne exécution des travaux concernant les installations neuves. A la demande des propriétaires, l'entretien et les travaux de réalisation et de réhabilitation des installations d'assainissement non collectif.
- Pôles pluridisciplinaires de santé.
- Actions d’animation d’intérêt communautaire
- Organisation de manifestations culturelles d’intérêt communautaire
- Animations sportives d’intérêt communautaire; organisation du challenge cycliste communautaire.
- Soutien à l'organisation de manifestations promotionnelles d'activités culturelles et/ou sportives d'intérêt communautaire; soutien technique.
- Soutien financier et technique pour l’organisation de manifestations promotionnelles ou pour le fonctionnement d’activités culturelles ou sportives d’intérêt communautaire :
- Aides aux bibliothèques et médiathèques ; mise en réseau des bibliothèques et médiathèques.
- Initiation à la musique, à l'art et à la culture d’intérêt communautaire : Adhésion au SYDEMPAD et subvention à l’école de Musique de Luneray.
- Animation d’assistantes maternelles et parentalité.
- Relais d’assistant(e)s maternel(le)s (RAM).
- Etude pour la réalisation d’un schéma local scolaire.
- Transport des élèves du territoire communautaire vers les collèges du territoire communautaire.
- Contribution au budget du service départemental d’incendie et de secours.
- Prise en charge du fonctionnement des aires de covoiturage.
- Fourrière animale : conventions avec des organismes agréés.
- Aides aux associations des collèges : UNSS, coopérative.

### Régime fiscal et budget
La communauté de communes est un établissement public de coopération intercommunale à fiscalité propre.
Afin de financer l'exercice de ses compétences, l'intercommunalité perçoit la fiscalité professionnelle unique (FPU) – qui a succédé à la taxe professionnelle unique (TPU) – et assure une péréquation de ressources entre les communes résidentielles et celles dotées de zones d'activité.
Elle bénéficie également d'une bonification de la dotation globale de fonctionnement (DGF).